# Leo Dewals
Leo Dewals (Vilvoorde, 15 maart 1935 - Jette, 10 december 2018) was een Vlaams acteur.
Hij speelde gastrollen in Thuis (Tibbax), Wittekerke (Pastoor Albert Verhamme), Recht op Recht (Urbain Van Gogh), Witse (Jos) en Flikken (Franske Brouckaert in 1999 en Kamiel in 2006).
Hij was een leraar aan het Koninklijk Conservatorium in Brussel. Zijn studenten waren onder anderen Luk De Konink, Luc Springuel, Jaak Van Assche, Tessy Moerenhout, Luk van Mello, Gilda De Bal, Josse De Pauw, Magda De Winter, Chris Cauwenberghs, Tuur De Weert en René Verreth.
Hij overleed op 10 december 2018 in Jette.